# Keldon Johnson
Keldon Wilder Johnson (11 de outubro de 1999) é um jogador norte-americano de basquete profissional que atualmente joga pelo San Antonio Spurs da National Basketball Association (NBA).
Ele jogou basquete universitário pelo Kentucky Wildcats e frequentou a Oak Hill Academy em Mouth of Wilson, Virgínia. 
Johnson foi escolhido na escolha de número 29 na primeira rodada do draft de 2019 da NBA pelo San Antonio Spurs
Como calouro, na temporada de 2019-2020, Johnson teve uma média de 9,1 pontos, arremessando 59,6% de quadra e 59,1% de trás do arco. 
Em seu quarto ano na liga, Keldon Johnson obeteve médias de 22 pontos e 5 rebotes por jogo, com eficiência de 45,2% nos arremessos de quadra e 32,9% nos arremessos de trás do arco. Assim, liderando seu time em pontos na temporada.
Em 2021, ganhou uma medalha de ouro olímpica no basquete como membro da seleção dos Estados Unidos. 